# Modest Mouse
 (mai 2021).
Modest Mouse est un groupe de rock indépendant américain, originaire d'Issaquah, dans l'État de Washington. Il est formé en 1993 par le guitariste Isaac Brock, le batteur Jeremiah Green, et le bassiste Eric Judy. Ils sont depuis 2000 chez Sony Epic Records, le groupe a désormais atteint un certain degré de popularité.
Leur nom provient d'un roman de Virginia Woolf dans lequel l'auteur décrit la classe travailleuse avec ces mots « modest, mouse-coloured people ».

## Biographie

### Débuts
Leur début de carrière est difficile puisque leur premier album ne voit le jour qu'en 1996, après des tentatives ratées comme le pourtant très plaisant Sad Sappy Sucker : ce disque, enregistré en 1994 et composé de 24 chansons pour la plupart très courtes, ne sortira que quelques années plus tard, en 2001, à la suite du succès des deux premiers albums : This Is a Long Drive for Someone with Nothing to Think About et The Lonesome Crowded West, respectivement sortis en 1996, puis en 1997. Une compilation intitulée Building Nothing out of Something, qui rassemble leurs premières chansons, sortira en 1999. This is a Long Drive for Someone with Nothing to Think About est un premier album très prometteur, contenant des chansons comme Dramamine ou Talking Shit about a Pretty Sunset qui font encore partie des préférées des fans.
C'est finalement en 1997 avec la sortie de The Lonesome Crowded West que Modest Mouse va prendre une nouvelle dimension et s'affirmer comme l'un des groupes américains les plus importants. Modest Mouse devient alors un groupe culte. The Lonesome Crowded West est à présent considéré comme un album phare du rock indépendant des années 1990. Après la sortie de cet album, les grandes maisons de disques, attirées par le potentiel évident du trio, s'arrachent la signature du groupe, qui opte finalement pour Sony Epic Record. Comme souvent dans ce cas là, Modest Mouse est alors accusé d'avoir vendu son âme au diable en abandonnant, sur le plan purement administratif, son statut de « groupe indépendant ». Le groupe n'a pourtant rien perdu de son talent. Il enregistre en 1999 l'album The Moon & Antarctica, sorti l'année suivante. Ce digne successeur de The Lonesome Crowded West fait l'unanimité : Modest Mouse semble alors avoir atteint son stade de maturité, avec un album tout à fait maîtrisé.

### Succès
Certains fans feront à nouveau part de leur mécontentement lorsque le groupe donnera la permission à Nissan d'utiliser la chanson Gravity Rides Everything dans l'une de leurs publicités. Isaac Brock reconnaîtra par la suite qu'il s'agissait effectivement d'un acte purement commercial mais nécessaire pour rendre les finances du groupe plus confortables.
En 2001 arrive le EP Everywhere and his Nasty Parlour Tricks, qui contient sept chansons enregistrées en même temps que The Moon & Antarctica mais qui ne trouvèrent pas leur place sur l'album. Cet EP s'avère pourtant incontournable : il renferme, entre autres, une chanson qui fait partie des meilleures du groupe[réf. nécessaire], intitulée Night On The Sun.
Au cours de l'année 2002 sort l'album Sharpen Your Teeth, d'Ugly Casanova : une formation menée par Isaac Brock qui comprend aussi des membres d'autres groupes reconnus comme The Black Heart Procession ou Califone. Il s'agit donc du projet parallèle d'Isaac Brock : il chante sur toutes les chansons et en a composé la plupart. Une histoire raconte qu'Ugly Casanova serait né après qu’un fan ait jeté une lettre aux pieds d'Isaac Brock lors d'un concert de Modest Mouse, lui faisant part de son souhait de voir ces groupes coopérer. Que ce soit vrai ou non, Sharpen Your Teeth est une grande réussite.

### Suites
En mars 2003, Green quitte le groupe à cause d'une crise de nerfs. En 2004, sort un nouvel album de Modest Mouse. Son titre : Good News for People Who Love Bad News. Très différent de ce qu'a fait le groupe jusque-là, ce disque est un très grand succès commercial qui permet au groupe d'accroître à nouveau sa popularité, notamment grâce au single Float On.
Absent lors de l'enregistrement du quatrième album, Jeremiah Green est de retour pour We Were Dead Before the Ship Even Sank, dont la sortie initialement prévue pour 2006 a été repoussée au 20 mars 2007. Johnny Marr, ex-membre de The Smiths, est également venu s'ajouter à la bande, remplaçant le guitariste Dann Gallucci. Dans une récente interview, Isaac Brock a décrit le nouvel album comme « a nautical balalaika carnival romp ».
L'acteur-réalisateur australien Heath Ledger a participé à la réalisation d'un de leurs derniers clips, King Rat, quelque temps avant sa mort. La vidéo n'étant pas tout à fait achevée au moment de son décès, c'est le réalisateur américain Terry Gilliam qui termina son travail.
En décembre 2014, le groupe annonce la sortie de leur sixième album, Strangers to Ourselves, qui sortira alors le 17 mars 2015. Dès lors, Isaac Brock évoque l'envie de sortir un album complémentaire à Strangers to Ourselves. Il fut également dit qu'un titre de ce projet contenait la participation de Krist Novoselic, bassiste de Nirvana.
En mai 2021, le groupe annonce la sortie de leur septième album, The Golden Casket, et sortent alors le single We Are Between.
Le 31 décembre 2022, le cofondateur et batteur du groupe, Jeremiah Green, décède des suites d'un cancer,.

## Apparitions
Le groupe fait une apparition dans un épisode de la série Newport Beach, où il donne un concert au fameux Bait Shop.
La chanson Float On, troisième piste de l'album Good News for People Who Love Bad News, fait également partie de la bande-son du jeu vidéo Guitar Hero: World Tour sorti en 2008 ainsi que celle de Rock Band 2 sorti la même année.

## Discographie

### Albums studio
- 1996 : This Is a Long Drive for Someone with Nothing to Think About
- 1997 : The Lonesome Crowded West
- 2000 : The Moon & Antarctica
- 2004 : Good News for People Who Love Bad News
- 2007 : We Were Dead Before the Ship Even Sank
- 2015 : Strangers to Ourselves
- 2021 : The Golden Casket

### EP
- 1997 : The Fruit that Ate Itself
- 2000 : Building Nothing Out of Something
- 2001 : Everywhere and His Nasty Parlour Tricks
- 2001 : Sad Sappy Sucker
- 2009 : No One's First and You're Next
- 2014 : Lampshades on Fire